# ゲオルク・ファレントラップ
ゲオルク・ファレントラップ(Johann Georg Varrentrapp、1809年3月20日 - 1886年3月16日)は、ドイツの医師。フランクフルト・アム・マインの生まれ、逝去もフランクフルト。
ハイデルベルクとストラスブール、パリとヴュルツブルクで医学を学ぶ。その後、当時の最も有名な病院で研鑽を積むため、ベルギー、オランダ、そしてイギリスに赴き、研鑽の成果を『医学研鑽の旅』(Tagebuch einer medizinischen Reise)という本にまとめた。
1841年彼は、父の後任としてフランクフルトの聖霊病院（Hospital zum Heiligen Geist）の部長となる。彼は、フランクフルトに本部を置くシェンケンブルク自然科学協会の会長で、また同市の医師会、ペスタロッチー協会の会長でもあった。ペスタロッチー協会は、特に危険にさらされた子どもたちを保護する活動を行っていた。
彼は、ドイツでは公衆衛生学の最初の道を切り開いた人として、その功績を讃えられている。ことにフランクフルトの公共政策の中での都市の衛生問題には、1867年から1884年の間には市会議員として活発に関わり、中央上水道や都市の水道網の敷設の初期の導入の段階では強力なリーダーシップを発揮した。 

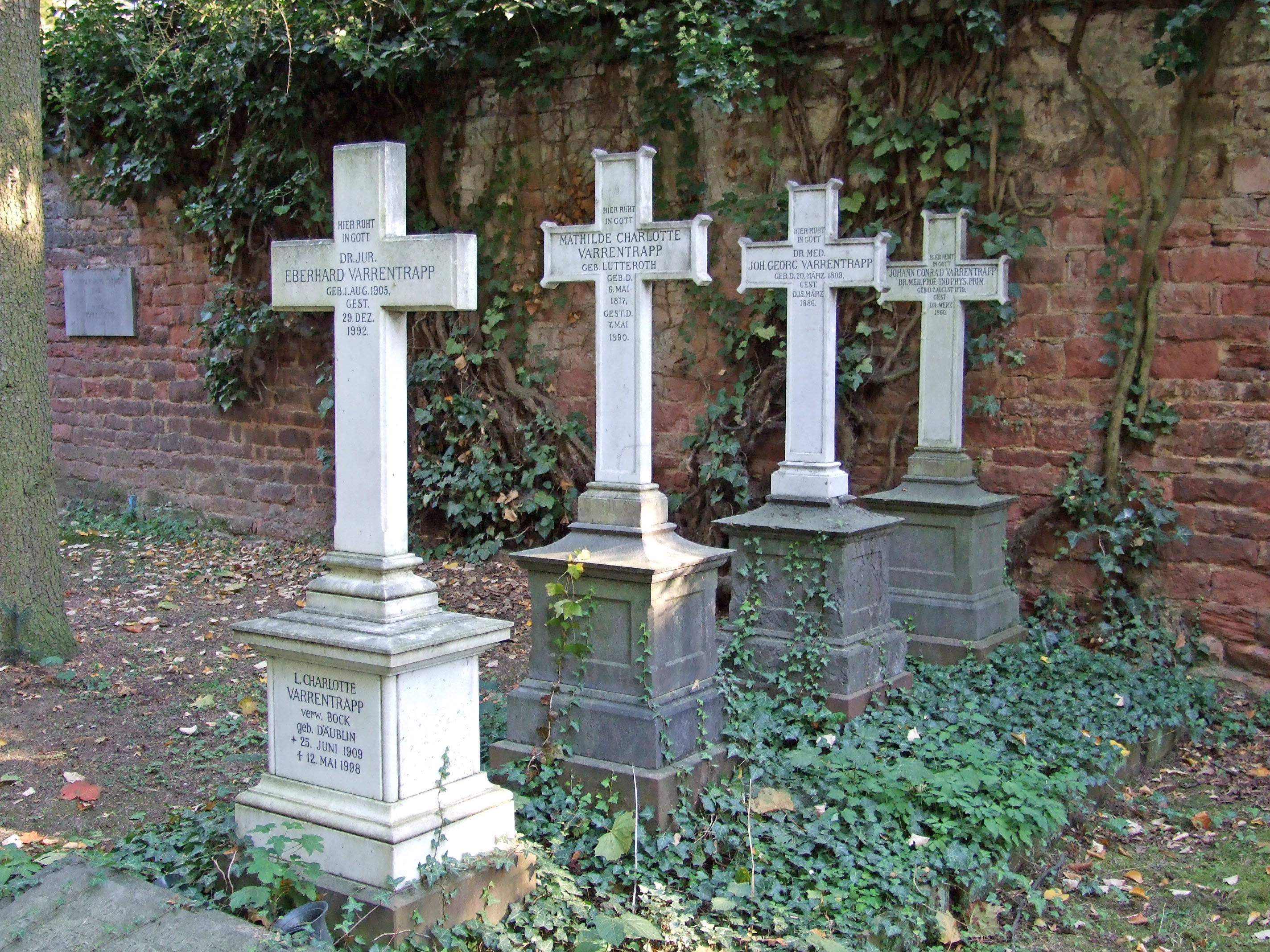
フランクフルトのファレンとラップ家の墓所

エドウィン・チャドウィックの影響を受け、労働者階層の住居、伝染病の予防、種痘、水道、都市の下水道の整備、公衆浴場、屠殺場、また刑務所の衛生改善などで開拓者的な役割を果たした。医学的な業績では、特に子どもの死亡率の背景となる公衆衛生学的な問題について研究を行った。ルドルフ・ルートヴィヒ・カール・ウィルヒョーとは対照的に、彼は、下水処理施設には反対で、下水利用の灌漑田や農場の拡大に賛成の意を表した。
ファレントラップには、『都市の下水工事』(1868年　ベルリン)という著書もあり、彼は1842年以来、ネラーとユリウスと共に「監獄学年報」を、1870年からはシュピースと共に「季刊公衆衛生」の編集を担当した。またその職を退いて後は、子どもたちのためのキャンプ村の整備を行い、ここから国内に広まっていくきっかけを作った。
彼の息子、アドルフ・ファレントラップ（1844年 - 1916年）は、1899年から1906年までフランクフルト・アム・マインの市長を務めた。